# Epilobium limosum
Epilobium limosum là một loài thực vật có hoa trong họ Anh thảo chiều. Loài này được Schur mô tả khoa học đầu tiên năm 1866.